# Miff Görling
Uno Emanuel "Miff" Görling, född 28 mars 1909 i Undersåker, död 24 februari 1998 i Stockholm, var en svensk jazzmusiker, trombonist och kompositör. 
Han är bror till musikerna Zilas Görling, Nathan Görling och kompositören Stuart Görling. Han var trombonist med dragning mot jazzmusiken, och liksom brodern Zilas räknas han som en av de främsta svenska jazzpionjärerna under 1930-talet. Han spelade med i Arne Hülphers orkester, och 1937-1957 ledde han egna orkestrar. Utöver pseudonymen Miff Görling är en del kompositioner utgivna under pseudonymen Big Ben. 
Smeknamnet "Miff" fick Görling efter den på 1920-talet mycket berömde amerikanske jazztrombonisten Miff Mole. Görling ligger begravd på Skogskyrkogården i Stockholm.

## Filmmusik i urval
- 1940 – Swing it, magistern!
- 1940 – Kyss henne!
- 1941 – Hem från Babylon
- 1941 – En fattig miljonär
- 1941 – Magistrarna på sommarlov
- 1942 – Soliga Solberg
- 1942 – I gult och blått
- 1943 – Ombyte av tåg
- 1943 – Flickan är ett fynd
- 1944 – Stopp! Tänk på något annat
- 1945 – Jagad
- 1946 – Medan porten var stängd
- 1946 – Jag älskar dig, argbigga
- 1948 – Livet på Forsbyholm
- 1950 – Regementets ros
- 1953 – Flickan från Backafall

## Filmografi roller
- 1941 – Gatans serenad